# プログレスM-1
プログレスM-1（Progress M-1）はソビエト連邦が1989年に打ち上げたプログレス補給船。ミールステーションへの補給活動に使用され、シリアル番号は201。初のプログレスMタイプである。
1989年8月23日03時09分32秒（GMT、以下同）、バイコヌール宇宙基地のSite 1/5からソユーズ-U2ロケットによって打ち上げられた。同月25日5時19分02秒にミールのコアモジュール前方のポートにドッキングした。このときのミールの高度は376-393kmだった。EO-5クルーのための食料、水、酸素および科学研究用の装置、燃料などの物資が搭載されていた。ただし、M-1のドッキング時ミールは無人であり、EO-5クルーは2週間後に到着している。
3か月後の12月1日9時2分3秒、クバント2モジュールにポートを譲るためドッキングを解除した。同日10時32分00秒に軌道を離脱し、太平洋上空で大気圏再突入を果たした。およそ11時21分に燃え尽きなかった機体の一部が海上に落下した。